# Something New (brano musicale Kim Tae-yeon)
Something New è un brano musicale della cantante sudcoreana Kim Tae-yeon, pubblicato nel 2018 come estratto del quarto EP Something New.